# Svjetsko air race prvenstvo u Hrvatskoj
Red Bull Svjetsko air race prvenstvo, odnosno Red Bull Air Race World Championship, održano je u Hrvatskoj u dva navrata.
Od 2014. ovo natjecanje je priznato od FAI-a kao službeni motosport, sve utrke su uključene u FAI-jev kalendar, dodjeljuju se posebno dizajnirane FAI-jeve medalje i FAI je priznao pravila utrke. Iste godine uvedeni su Challenger klasa i istoimeni kup.

## Izdanja i pobjednici
Na izdanju 2014. godine razlika između prvoplasiranog i drugoplasiranog bila je najmanja u povijesti Svjetskog prvenstva. Taj rekord je srušen, opet u Rovinju na izdanju 2015.godine.
Lokacija
2014.-'15. Rovinj
Legenda:
██ pobjednik Svjetskog prvenstva (u klasi) te sezone
* piloni čine tzv. zračna vrata, koja mogu biti definirana s jednim ili više pilona
| Broj pilota | Broj pilota | Izdanje | Broj srušenih pilona*                                          | Master klasa                                                   | Master klasa                                                   | Master klasa                                                   | Master klasa                                                   | Master klasa                                                   | Master klasa                                                   | Master klasa                                                   | Master klasa                                                   | Master klasa                                                   | Master klasa                                                   | Master klasa                                                   | Master klasa                                                   | Challenger klasa                                               | Challenger klasa                                               | Challenger klasa                                               | Challenger klasa                                               | Challenger klasa                                               | Ref   |
| Broj pilota | Broj pilota | Izdanje | Broj srušenih pilona*                                          | Pobjednik                                                      | Pobjednik                                                      | Pobjednik                                                      | # 2                                                            | # 2                                                            | # 3                                                            | # 3                                                            | # 4                                                            | # 4                                                            | NVQ [s]                                                        | NVU [s]                                                        | NVU [s]                                                        | Pobjednik                                                      | Pobjednik                                                      | Pobjednik                                                      | NVU [s]                                                        | NVU [s]                                                        | Ref   |
| ----------- | ----------- | ------- | -------------------------------------------------------------- | -------------------------------------------------------------- | -------------------------------------------------------------- | -------------------------------------------------------------- | -------------------------------------------------------------- | -------------------------------------------------------------- | -------------------------------------------------------------- | -------------------------------------------------------------- | -------------------------------------------------------------- | -------------------------------------------------------------- | -------------------------------------------------------------- | -------------------------------------------------------------- | -------------------------------------------------------------- | -------------------------------------------------------------- | -------------------------------------------------------------- | -------------------------------------------------------------- | -------------------------------------------------------------- | -------------------------------------------------------------- | ----- |
| Mk          | Ck          | Izdanje | Broj srušenih pilona*                                          | Pilot                                                          | Zrakoplov                                                      | MP [s]                                                         | Pilot                                                          | Zrakoplov                                                      | Pilot                                                          | Zrakoplov                                                      | Pilot                                                          | Zrakoplov                                                      | NVQ [s]                                                        | Pilot                                                          | Zrakoplov                                                      | Pilot                                                          | Zrakoplov                                                      | MP [s]                                                         | Pilot                                                          | Zrakoplov                                                      | Ref   |
| •           | •           | 2019.   | Nije održavano u Hrvatskoj; 2019. je zadnja sezona natjecanja. | Nije održavano u Hrvatskoj; 2019. je zadnja sezona natjecanja. | Nije održavano u Hrvatskoj; 2019. je zadnja sezona natjecanja. | Nije održavano u Hrvatskoj; 2019. je zadnja sezona natjecanja. | Nije održavano u Hrvatskoj; 2019. je zadnja sezona natjecanja. | Nije održavano u Hrvatskoj; 2019. je zadnja sezona natjecanja. | Nije održavano u Hrvatskoj; 2019. je zadnja sezona natjecanja. | Nije održavano u Hrvatskoj; 2019. je zadnja sezona natjecanja. | Nije održavano u Hrvatskoj; 2019. je zadnja sezona natjecanja. | Nije održavano u Hrvatskoj; 2019. je zadnja sezona natjecanja. | Nije održavano u Hrvatskoj; 2019. je zadnja sezona natjecanja. | Nije održavano u Hrvatskoj; 2019. je zadnja sezona natjecanja. | Nije održavano u Hrvatskoj; 2019. je zadnja sezona natjecanja. | Nije održavano u Hrvatskoj; 2019. je zadnja sezona natjecanja. | Nije održavano u Hrvatskoj; 2019. je zadnja sezona natjecanja. | Nije održavano u Hrvatskoj; 2019. je zadnja sezona natjecanja. | Nije održavano u Hrvatskoj; 2019. je zadnja sezona natjecanja. | Nije održavano u Hrvatskoj; 2019. je zadnja sezona natjecanja. |       |
| •           | •           | –       | Nije održavano u Hrvatskoj; 2019. je zadnja sezona natjecanja. | Nije održavano u Hrvatskoj; 2019. je zadnja sezona natjecanja. | Nije održavano u Hrvatskoj; 2019. je zadnja sezona natjecanja. | Nije održavano u Hrvatskoj; 2019. je zadnja sezona natjecanja. | Nije održavano u Hrvatskoj; 2019. je zadnja sezona natjecanja. | Nije održavano u Hrvatskoj; 2019. je zadnja sezona natjecanja. | Nije održavano u Hrvatskoj; 2019. je zadnja sezona natjecanja. | Nije održavano u Hrvatskoj; 2019. je zadnja sezona natjecanja. | Nije održavano u Hrvatskoj; 2019. je zadnja sezona natjecanja. | Nije održavano u Hrvatskoj; 2019. je zadnja sezona natjecanja. | Nije održavano u Hrvatskoj; 2019. je zadnja sezona natjecanja. | Nije održavano u Hrvatskoj; 2019. je zadnja sezona natjecanja. | Nije održavano u Hrvatskoj; 2019. je zadnja sezona natjecanja. | Nije održavano u Hrvatskoj; 2019. je zadnja sezona natjecanja. | Nije održavano u Hrvatskoj; 2019. je zadnja sezona natjecanja. | Nije održavano u Hrvatskoj; 2019. je zadnja sezona natjecanja. | Nije održavano u Hrvatskoj; 2019. je zadnja sezona natjecanja. | Nije održavano u Hrvatskoj; 2019. je zadnja sezona natjecanja. |       |
| •           | •           | 2016.   | Nije održavano u Hrvatskoj; 2019. je zadnja sezona natjecanja. | Nije održavano u Hrvatskoj; 2019. je zadnja sezona natjecanja. | Nije održavano u Hrvatskoj; 2019. je zadnja sezona natjecanja. | Nije održavano u Hrvatskoj; 2019. je zadnja sezona natjecanja. | Nije održavano u Hrvatskoj; 2019. je zadnja sezona natjecanja. | Nije održavano u Hrvatskoj; 2019. je zadnja sezona natjecanja. | Nije održavano u Hrvatskoj; 2019. je zadnja sezona natjecanja. | Nije održavano u Hrvatskoj; 2019. je zadnja sezona natjecanja. | Nije održavano u Hrvatskoj; 2019. je zadnja sezona natjecanja. | Nije održavano u Hrvatskoj; 2019. je zadnja sezona natjecanja. | Nije održavano u Hrvatskoj; 2019. je zadnja sezona natjecanja. | Nije održavano u Hrvatskoj; 2019. je zadnja sezona natjecanja. | Nije održavano u Hrvatskoj; 2019. je zadnja sezona natjecanja. | Nije održavano u Hrvatskoj; 2019. je zadnja sezona natjecanja. | Nije održavano u Hrvatskoj; 2019. je zadnja sezona natjecanja. | Nije održavano u Hrvatskoj; 2019. je zadnja sezona natjecanja. | Nije održavano u Hrvatskoj; 2019. je zadnja sezona natjecanja. | Nije održavano u Hrvatskoj; 2019. je zadnja sezona natjecanja. |       |
| 14          | 6           | 2015.   | 18 ?                                                           | Hannes Arch (2)                                                | Zivko Edge 540                                                 | +0.071                                                         | Martin Šonka                                                   | Zivko Edge 540                                                 | Matt Hall                                                      | MX Aircraft MXS                                                | Michael Goulian                                                | Zivko Edge 540                                                 | 54.266 Paul Bonhomme                                           | 53.166 Matt Hall                                               | MX Aircraft MXS                                                | Daniel Ryfa                                                    | Extra 330LX                                                    | +1.957                                                         | Nepoznata kratica »«                                           |                                                                | [ 5 ] |
| 12          | 8           | 2014.   | 6 ili 48                                                       | Hannes Arch                                                    | Zivko Edge 540                                                 | +0.080                                                         | Paul Bonhomme                                                  | Zivko Edge 540                                                 | Yoshihide Muroya                                               | Zivko Edge 540                                                 | Pete McLeod                                                    | Zivko Edge 540                                                 | 57.720 Hannes Arch                                             | NVQ                                                            | Zivko Edge 540                                                 | François Le Vot                                                | Extra 330LX                                                    | +0.340                                                         | Nepoznata kratica »«                                           |                                                                | [ 6 ] |

### Statistika
| Pilot       | Pobjede (2+) | Pobjede (2+) | Pobjede (2+) | Top 3 |
| Pilot       | Σ            | master       | challenger   | Top 3 |
| ----------- | ------------ | ------------ | ------------ | ----- |
| Hannes Arch | 2            | 2            |              | 2     |

| Proizvođač | Pobjede | Pobjede | Pobjede    | NVU |
| Proizvođač | Σ       | master  | challenger | NVU |
| ---------- | ------- | ------- | ---------- | --- |
| Extra      | 2       |         | 2          |     |
| Zivko Edge | 2       | 2       |            | 1   |

## Vanjske poveznice
- Službena stranica natjecanja  Arhivirana inačica izvorne stranice od 20. srpnja 2006. (Wayback Machine)